# Olivera Marković

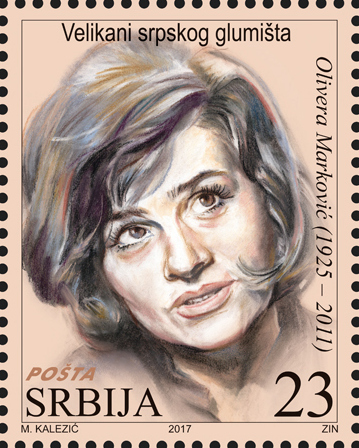
Olivera Marković auf einer Briefmarke von 2017.

Olivera Marković (serbisch-kyrillisch Оливера Марковић geborene als Olivera Đorđević; * 3. Mai 1925 in Belgrad, Jugoslawien; † 2. Juli 2011 in Belgrad, Serbien) war eine jugoslawisch-serbische Schauspielerin. In den Jahren 1964 und 1983 wurde sie auf dem Filmfestival von Pula für ihre Rolle in den Filmen Službeni položaj (1964) und Balkan ekspres (1983) ausgezeichnet.

## Leben
Olivera Marković begann im Alter von neun Jahren am Theater von Niška Banja zu spielen, an dem sie später auch Autorin wurde. Im Jahre 1948 schrieb sie sich an der Belgrader Theaterakademie bei Mata Milošević ein. Seit 1951 war sie Mitglied des Beogradsko dramsko pozorište. Sie trat in mehr als 150 Theaterrollen und in über 50 Filmen auf. Neben ihrer schauspielerischen Tätigkeit war sie eine bekannte Sängerin, hauptsächlich von russischen Romanzen.
Aus ihrer Ehe mit Rade Marković ging der Sohn Goran Marković, welcher ein bekannter Filmregisseur ist, hervor.

## Filmografie (Auswahl)
- 1959: Vlak bez voznog reda
- 1961: Blut der Leidenschaft (Sibirska Ledi Magbet)
- 1962: Kozara
- 1962: Herrenpartie
- 1983: Balkan ekspres
- 1992: Tito i ja